# Château de Pickering
Le château de Pickering est une fortification à motte et bailey située à Pickering, dans le Yorkshire du Nord, en Angleterre.

## Architecture
Le château de Pickering est à l'origine un château de motte et de bailey en bois et en terre. Il est transformé en un château en pierre doté d'un donjon. La salle intérieure actuelle est à l'origine le bailey et est construite entre 1180 et 1187. Le donjon est reconstruit en pierre au cours des années 1216 à 1236 avec la chapelle. Entre les années 1323 et 1326, une salle extérieure et une courtine sont construites, ainsi que trois tours. Il y a également deux fossés, un situé à l'extérieur de la courtine et un en dehors de la salle extérieure. Après cela, une guérite, des fours, une salle et des entrepôts sont construits. Le château est situé dans la vallée de Pickering et possède une falaise considérablement abrupte du côté ouest qui aurait été un grand attribut défensif.

## Histoire

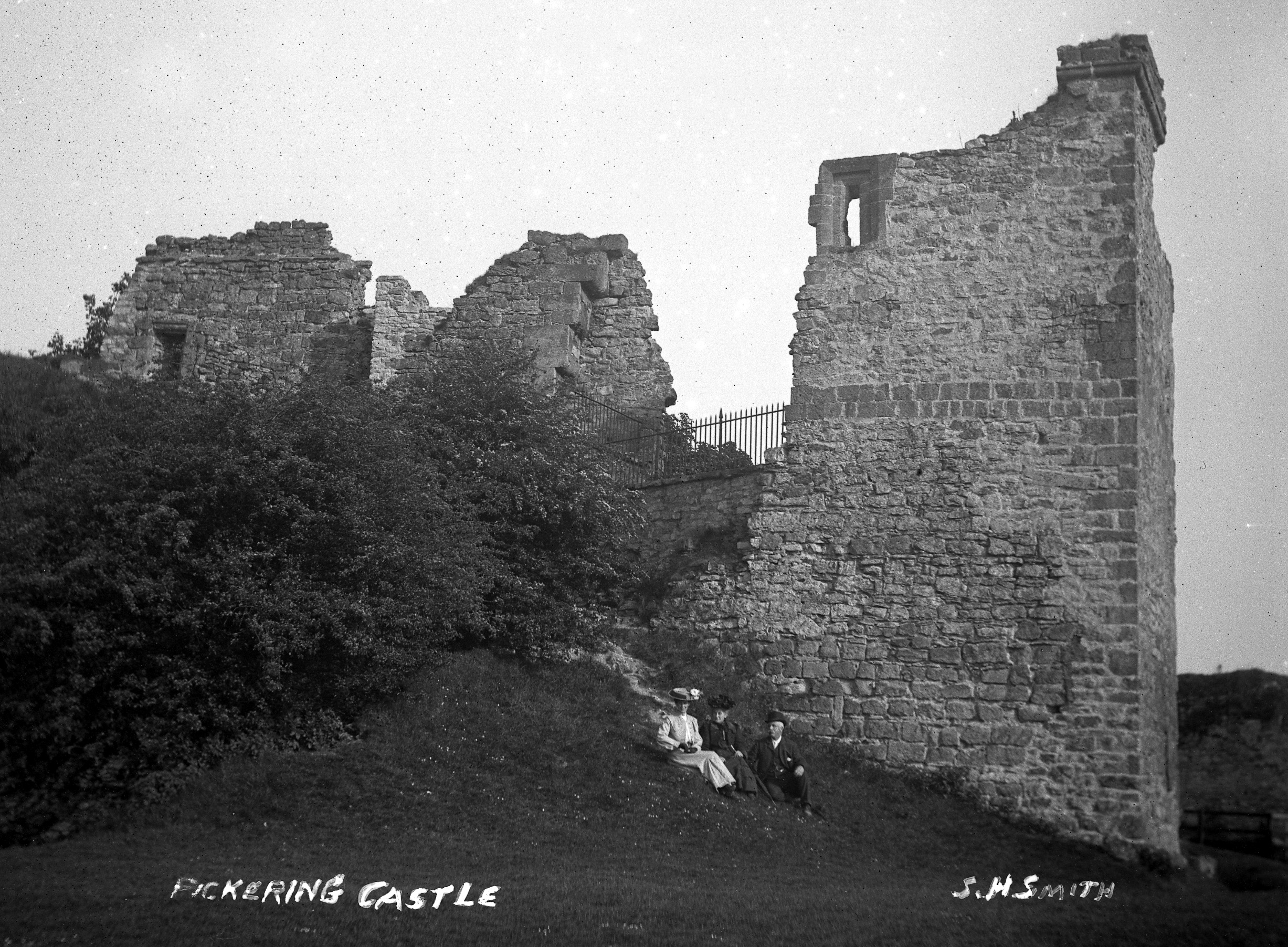
Château de Pickering vers 1910

La structure originale est construite par les Normands sous Guillaume le Conquérant en 1069-1070. Ce premier bâtiment comprend le grand tertre central (la motte), les palissades extérieures (fermant la cour) et les bâtiments intérieurs, notamment le donjon au sommet de la motte. Des fossés sont également creusés pour rendre difficile l'assaut contre les murs. Le but principal du château à cette époque est de maintenir le contrôle de la zone après la Dévastation du Nord de l'Angleterre.
Ses vestiges sont particulièrement bien conservés car c'est l'un des rares châteaux à avoir été largement épargné par la guerre des Deux-Roses au XVe siècle et la guerre civile anglaise du XVIIe siècle.
En 1926, le ministère des Travaux publics (le prédécesseur de l'English Heritage) prend possession du château. Il s'agit d'un monument classé et ouvert au public.